# Further Confusion
Further Confusion, o FurCon, es una convención furry anual, una de las dos más grandes de todo el mundo, que se realiza en California cada enero. Hay eventos de beneficencia, seminarios educativos, muestras de arte, paneles y otras actividades, como bailes, desfiles o concursos de actuaciones. Fue el primer evento de estar patrocinado por Anthropomorphic Arts and Education, Inc. (Furcon es su marca de servicio registrada) y continúa siendo la más grande.
Tiene la exposición de arte furry más grande de todas las convenciones en el fandom, con ventas que exceden los US$ 50000. Es generalmente considerada una de las mejores convenciones en el fandom.
Comenzó en 1999 con una asistencia de 691, pero la cifra creció rápidamente. En 2006, la asistencia fue de 1911 personas que vinieron de todo el mundo. En estos 7 años, FurCon ha donado más de $50000 a varias entidades de caridad.

## Invitados de honor
Further Confusion trae a varios invitados de honor cada año. Los invitados de eventos anteriores fueron:
- Ed Kline, Ken Mitchroney y Michael H. Payne (1999)
- C. J. Cherryh, Shawn Keller, John Nunnemacher, Karen Prell, Mike Quinn y Jane Fancher (2000)
- Diane Duane, Christina Hanson, Peter Morwood, Felorin y Talzhemir (2001)
- David Brin y Kevin Palivec (2002)
- Karen Anderson y Toby Bluth (2003)
- Heather Alexander, Grant Freckelton y Larry Niven (2004)
- Alan Dean Foster y Walter Crane (2005)
- Eric Elliott y Jane Lindskold (2006)

## Caridad
Las subastas de caridad de Further Confusion beneficiaron a las siguientes entidades:
- 1999: Coyote Point Museum y Therapy Pets
- 2000: The Cartoon Art Museum y Friends of the Sea Otter
- 2001: The Oakland Zoo y The Barry R. Kirshner Wildlife Foundation
- 2002: The Comic Book Legal Defense Fund y Tiger Touch
- 2003: Pets Are Wonderful Support (PAWS) y The Seymour Marine Discovery Center
- 2004: Bay Area Bears y The Exotic Feline Breeding Center
- 2005: Therapy Pets y Friends of Lulu
- 2006: Wildlife Companions y Comic Book Legal Defense Fund

## Temas
Como casi todas las convenciones furry, Further Confusion tiene un tema diferente cada año. Los temas pasados fueron:
- 1999: Paws Across the Bay
- 2000: FCY2K
- 2001: A Furry Odyssey
- 2002: Further Confusion University
- 2003: Furries in Wonderland
- 2004: The Great Outdoors
- 2005: Furries of the Nile
- 2006: Renfur: A Knight's Tail